# Morti nel 1995/Marzo
| Questa pagina contiene informazioni ricavate automaticamente dalle voci biografiche con l'ausilio del template Bio e di un bot. L'aggiornamento è periodico e automatico e ricostruisce completamente la pagina. Se manca una persona in questa lista, sei pregato di non aggiungerla, ma accertati piuttosto che la sua voce biografica contenga il template Bio e che i dati anagrafici siano correttamente compilati. Se il template Bio manca, inseriscilo tu stesso o, in alternativa, metti l'avviso {{tmp\|Bio}} che ne segnala la mancanza. Se i dati riportati sono sbagliati, correggi direttamente la voce biografica; le modifiche saranno visibili in questa lista entro pochi giorni. Per chiarimenti vedi il progetto biografie. La lista contiene solo le 123 persone che sono citate nell'enciclopedia e per le quali è stato implementato correttamente il template Bio. Pagina aggiornata al 10 ago 2025. |

- 1º marzo - César Rodríguez Álvarez, calciatore e allenatore di calcio spagnolo (n. 1920)
- 1º marzo - Eugenio Corecco, vescovo cattolico svizzero (n. 1931)
- 1º marzo - Dante Filippi, dirigente sportivo, allenatore di calcio e calciatore italiano (n. 1904)
- 1º marzo - Jackie Holmes, pilota automobilistico statunitense (n. 1920)
- 1º marzo - Georges Köhler, biologo tedesco (n. 1946)
- 1º marzo - Vladislav Nikolaevič List'ev, giornalista russo (n. 1956)
- 1º marzo - Emil Petru, calciatore rumeno (n. 1939)
- 1º marzo - Hugh Auchincloss Steers, pittore statunitense (n. 1962)
- 3 marzo - Đàm Quang Trung, generale vietnamita (n. 1921)
- 4 marzo - Eden Ahbez, compositore, cantante e musicista statunitense (n. 1908)
- 4 marzo - Antonino Lombardo, carabiniere italiano (n. 1946)
- 4 marzo - Vira Misevyč, cavallerizza sovietica (n. 1945)
- 5 marzo - Gregg Hansford, pilota motociclistico australiano (n. 1952)
- 5 marzo - Michele Moretti, partigiano, sindacalista e calciatore italiano (n. 1908)
- 5 marzo - Mario Roffi, politico e letterato italiano (n. 1912)
- 5 marzo - Vivian Stanshall, cantante, pittore e poeta britannico (n. 1943)
- 6 marzo - Jean Amila, scrittore francese (n. 1910)
- 6 marzo - Franco Bertinetti, schermidore italiano (n. 1923)
- 6 marzo - Barbara Lass, attrice polacca (n. 1940)
- 6 marzo - Arne Sørensen, calciatore norvegese (n. 1911)
- 6 marzo - Delroy Wilson, cantante giamaicano (n. 1948)
- 7 marzo - Róża Herman, scacchista polacca (n. 1902)
- 7 marzo - Norman Rosten, scrittore statunitense (n. 1913)
- 7 marzo - Paul-Émile Victor, esploratore e etnologo francese (n. 1907)
- 8 marzo - Naomi Feinbrun-Dothan, botanica israeliana (n. 1900)
- 8 marzo - Brigid Guinness, nobildonna britannica (n. 1920)
- 8 marzo - Paul Horgan, scrittore statunitense (n. 1903)
- 8 marzo - Ingo Schwichtenberg, batterista tedesco (n. 1965)
- 9 marzo - Edward Bernays, pubblicitario statunitense (n. 1891)
- 10 marzo - Doris Duranti, attrice italiana (n. 1917)
- 10 marzo - Ovidi Montllor, attore e cantautore spagnolo (n. 1942)
- 10 marzo - Irene Tedrow, attrice statunitense (n. 1907)
- 11 marzo - Rein Aun, multiplista sovietico (n. 1940)
- 11 marzo - Wilfred Jacobs, politico antiguo-barbudano (n. 1919)
- 11 marzo - Antonio León Amador, calciatore spagnolo (n. 1910)
- 12 marzo - Jørgen Jensen, lottatore danese (n. 1939)
- 12 marzo - Petrus Canisius Jean van Lierde, vescovo cattolico belga (n. 1907)
- 13 marzo - Aldo Cigheri, pittore, grafico e illustratore italiano (n. 1909)
- 13 marzo - Leon Day, giocatore di baseball statunitense (n. 1916)
- 13 marzo - Franciszek Gajowniczek, militare polacco (n. 1901)
- 13 marzo - Odette Hallowes, ufficiale e agente segreto francese (n. 1912)
- 13 marzo - Paul Kipkoech, mezzofondista e maratoneta keniota (n. 1963)
- 13 marzo - Meyer Jerison, matematico statunitense (n. 1922)
- 13 marzo - Amerigo Penzo, cestista e allenatore di pallacanestro italiano (n. 1910)
- 14 marzo - Alessandro Cutolo, conduttore televisivo e medievista italiano (n. 1899)
- 14 marzo - William Alfred Fowler, astrofisico statunitense (n. 1911)
- 14 marzo - Edward Verne Roberts, attivista statunitense (n. 1939)
- 15 marzo - Florence Chadwick, nuotatrice statunitense (n. 1918)
- 15 marzo - Wolfgang Harich, filosofo e saggista tedesco (n. 1923)
- 15 marzo - Steve Sharkey, cestista statunitense (n. 1918)
- 15 marzo - Francesco Tentori Montalto, ispanista e traduttore italiano (n. 1924)
- 16 marzo - Simon Fraser, XV Lord Lovat, nobile e militare britannico (n. 1911)
- 16 marzo - Art Mollner, cestista e allenatore di pallacanestro statunitense (n. 1912)
- 16 marzo - Heinrich Sutermeister, compositore svizzero (n. 1910)
- 17 marzo - Rick Aviles, attore e comico statunitense (n. 1952)
- 17 marzo - José María Forqué, regista e sceneggiatore spagnolo (n. 1923)
- 17 marzo - Muriel Kauffman, dirigente pubblica e filantropa statunitense (n. 1916)
- 17 marzo - Robert Monroe, scrittore statunitense (n. 1915)
- 19 marzo - John Trevor Blokdyk, pilota automobilistico sudafricano (n. 1935)
- 19 marzo - Giuseppe Nirta, mafioso italiano (n. 1913)
- 19 marzo - Wolfgang Plath, musicologo tedesco (n. 1930)
- 19 marzo - Jürgen Schütz, calciatore tedesco (n. 1939)
- 19 marzo - Yasuo Yamada, doppiatore e attore giapponese (n. 1932)
- 20 marzo - Shinshô Hanayama, scrittore e religioso giapponese (n. 1898)
- 20 marzo - Sidney Kingsley, drammaturgo statunitense (n. 1906)
- 20 marzo - Werner Liebrich, allenatore di calcio e calciatore tedesco (n. 1927)
- 20 marzo - Luis Saslavsky, regista cinematografico e sceneggiatore argentino (n. 1903)
- 20 marzo - Reinhard Schaletzki, calciatore tedesco (n. 1916)
- 20 marzo - Big John Studd, wrestler statunitense (n. 1948)
- 20 marzo - Víctor Ugarte, calciatore boliviano (n. 1926)
- 21 marzo - Anton Galler, militare austriaco (n. 1915)
- 21 marzo - Étienne Martin, scultore francese (n. 1913)
- 21 marzo - Fred Timakata, politico vanuatuano (n. 1937)
- 22 marzo - Chiss, scultore, incisore e pittore italiano (n. 1920)
- 22 marzo - Yves Cros, ostacolista francese (n. 1923)
- 23 marzo - Davie Cooper, calciatore britannico (n. 1956)
- 23 marzo - Giovanni De Totto, scrittore, poeta e politico italiano (n. 1914)
- 23 marzo - Alfons Deloor, ciclista su strada belga (n. 1910)
- 23 marzo - Vladimir Ivašov, attore sovietico (n. 1939)
- 23 marzo - Albino Pierro, poeta italiano (n. 1916)
- 24 marzo - Joseph Needham, storico della scienza, biochimico e sinologo britannico (n. 1900)
- 24 marzo - Carlo Pavesi, schermidore italiano (n. 1923)
- 25 marzo - Antonio Baslini, giornalista, politico e imprenditore italiano (n. 1926)
- 25 marzo - James Samuel Coleman, sociologo statunitense (n. 1926)
- 25 marzo - Davide Nardoni, filologo italiano (n. 1923)
- 25 marzo - Stuart Milner-Barry, scacchista e crittografo britannico (n. 1906)
- 26 marzo - Laura Luzzatto Coen, bibliotecaria e traduttrice italiana (n. 1911)
- 26 marzo - Eazy-E, rapper e produttore discografico statunitense (n. 1964)
- 26 marzo - Frans Mahn, ciclista su strada olandese (n. 1933)
- 26 marzo - Alejandro Morera Soto, allenatore di calcio e calciatore costaricano (n. 1909)
- 26 marzo - Kō Takamoro, calciatore giapponese (n. 1907)
- 27 marzo - René Allio, regista francese (n. 1924)
- 27 marzo - Paul Brinegar, attore statunitense (n. 1917)
- 27 marzo - Felipe Carone, attore brasiliano (n. 1920)
- 27 marzo - Margita Figuli, scrittrice slovacca (n. 1909)
- 27 marzo - Maurizio Gucci, imprenditore italiano (n. 1948)
- 27 marzo - Francesco Longo, sceneggiatore e regista italiano (n. 1931)
- 27 marzo - Imre Nyéki, nuotatore ungherese (n. 1928)
- 28 marzo - Mogens Ellegaard, musicista e fisarmonicista danese (n. 1935)
- 28 marzo - Gilbert Levae, ciclista su strada belga (n. 1912)
- 28 marzo - Ana Mariscal, attrice, regista e sceneggiatrice spagnola (n. 1923)
- 29 marzo - Cesare Boschin, presbitero italiano (n. 1914)
- 29 marzo - Luca Flores, pianista e compositore italiano (n. 1956)
- 29 marzo - Edoardo Galimberti, calciatore italiano (n. 1915)
- 29 marzo - Antony Hamilton, attore e ballerino britannico (n. 1952)
- 29 marzo - Jimmy McShane, cantautore e ballerino britannico (n. 1957)
- 29 marzo - Franco Munari, filologo classico e traduttore italiano (n. 1920)
- 29 marzo - Özer Salnur, cestista turco (n. 1934)
- 29 marzo - Pops Yoshimura, imprenditore giapponese (n. 1922)
- 30 marzo - Elizabeth Ferrars, scrittrice britannica (n. 1907)
- 30 marzo - Bill Kooistra, pallanuotista statunitense (n. 1926)
- 30 marzo - Willem Peters, triplista olandese (n. 1903)
- 30 marzo - Romeo Rossi, calciatore italiano (n. 1916)
- 30 marzo - Paul A. Rothchild, produttore discografico statunitense (n. 1935)
- 31 marzo - Robert Annis, calciatore statunitense (n. 1928)
- 31 marzo - Gustaf Adolf Boltenstern Jr., cavaliere svedese (n. 1904)
- 31 marzo - Geoff Coombes, calciatore statunitense (n. 1919)
- 31 marzo - Roberto Juarroz, poeta argentino (n. 1925)
- 31 marzo - Ryōgo Kubo, fisico giapponese (n. 1920)
- 31 marzo - Francesco Marcone, dirigente pubblico italiano (n. 1937)
- 31 marzo - Luis Navarro Garnica, militare spagnolo (n. 1904)
- 31 marzo - Selena, cantante, ballerina e stilista statunitense (n. 1971)
- 31 marzo - Madeleine Sologne, attrice francese (n. 1912)